# Chilei Nemzeti Irodalmi Díj
A Chilei Nemzeti Irodalmi Díjat  (spanyolul: Premio Nacional de Literatura)  1942. november 8-án alapították Juan Antonio Ríos elnöksége alatt a 7368-as számú törvény alapján. Az irodalmi elismerés mellett a díjazott chilei szerzők egy egyszeri 16 millió chilei pesónyi pénzdíjban és egy élethosszig tartó havi juttatásban részesülnek. 1972-ig minden évben átadták a díjat, akkor azonban a 17595-ös törvény értelmében ezt két évre módosították. A díjat műfajtól függetlenül osztják.

## Díjazottak
- 1942: Augusto D'Halmar
- 1943: Joaquín Edwards Bello
- 1944: Mariano Latorre
- 1945: Pablo Neruda
- 1946: Eduardo Barrios
- 1947: Samuel Lillo
- 1948: Angel Cruchaga
- 1949: Pedro Prado
- 1950: José Santos González Vera
- 1951: Gabriela Mistral
- 1952: Fernando Santiván
- 1953: Daniel de la Vega
- 1954: Víctor Domingo Silva
- 1955: Francisco Antonio Encina
- 1956: Max Jara
- 1957: Manuel Rojas
- 1958: Diego Dublé Urrutia
- 1959: Hernán Díaz Arrieta
- 1960: Julio Barrenechea
- 1961: Marta Brunet
- 1962: Juan Guzmán Cruchaga
- 1963: Benjamín Subercaseaux
- 1964: Francisco Coloane
- 1965: Pablo de Rokha
- 1966: Juvencio Valle
- 1967: Salvador Reyes Figueroa
- 1968: Hernán del Solar
- 1969: Nicanor Parra
- 1970: Carlos Droguett
- 1971: Humberto Díaz Casanueva
- 1972: Edgardo Garrido
- 1974: Sady Zañartu
- 1976: Arturo Aldunate Phillips
- 1978: Rodolfo Oroz
- 1980: Roque Esteban Scarpa
- 1982: Marcela Paz
- 1984: Braulio Arenas
- 1986: Enrique Campos Menéndez
- 1988: Eduardo Anguita
- 1990: José Donoso
- 1992: Gonzalo Rojas
- 1994: Jorge Edwards
- 1996: Miguel Arteche
- 1998: Alfonso Calderón
- 2000: Raúl Zurita
- 2002: Volodia Teitelboim
- 2004: Armando Uribe
- 2006: José Miguel Varas
- 2008: Efraín Barquero
- 2010: Isabel Allende
- 2012: Óscar Hahn
- 2014: Antonio Skármeta
- 2016: Manuel Silva Acevedo
- 2018: Diamela Eltit
- 2020: Elicura Chihuailaf
- 2022: Hernán Rivera Letelier[1]
- 2024: Elvira Hernández[2]